# اکوسفر (آکواریوم)

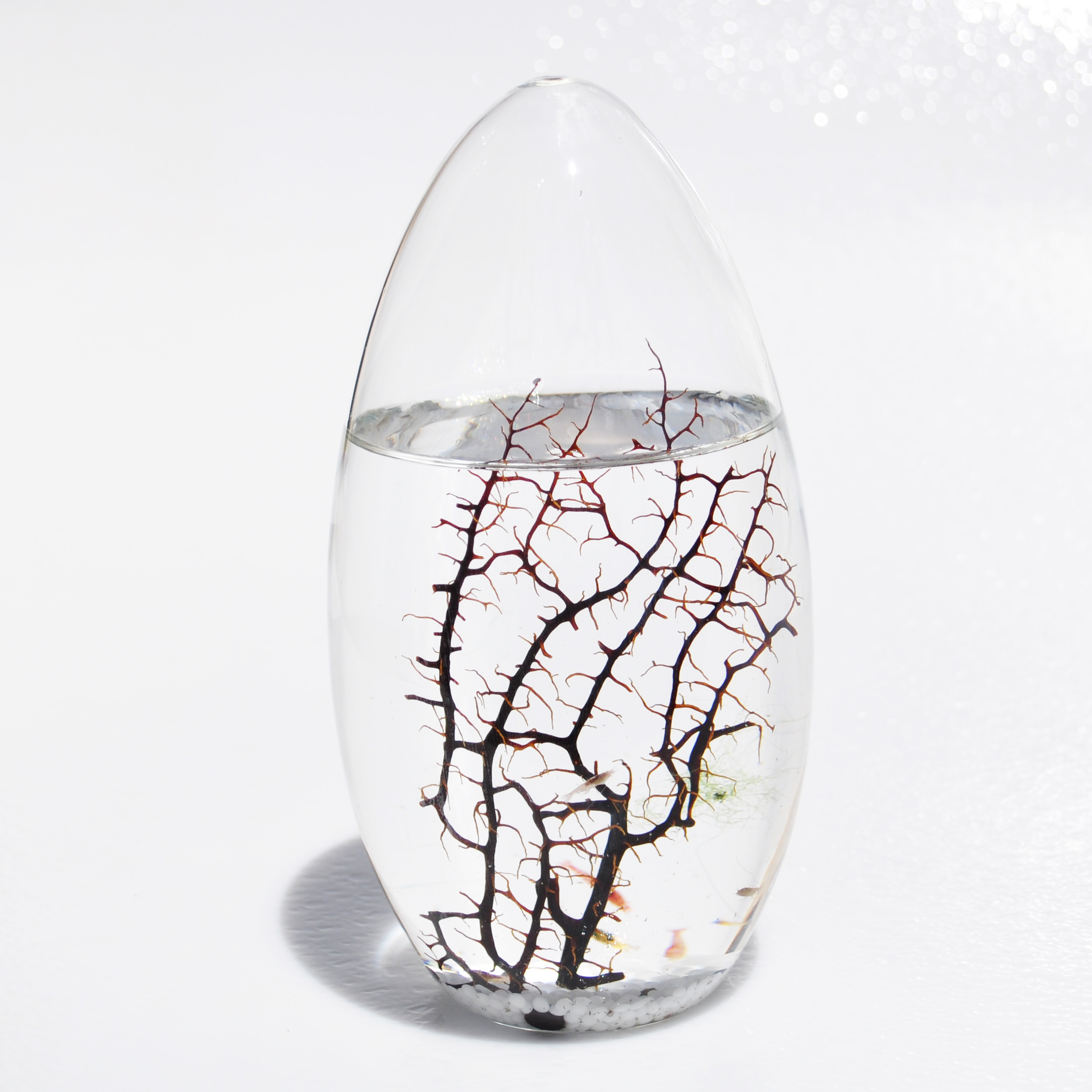
یک غلاف اکوسفر.

اکوسفر و «اکوسفر اصلی» نام‌های تجاری آکواریوم‌های مینیاتوری شیشه‌ای دمشی هستند که قبلاً توسط شرکت اکوسفر اسوشیتس، واقع در توسان (آریزونا)، ایالات متحده تولید می‌شدند. آکواریوم‌ها، چه کروی و چه تخم‌مرغی شکل، از تقریباً به اندازه توپ استخر تا به اندازه توپ سبد خرید متغیر بودند. آنها در سراسر جهان به عنوان نوآوری‌های علمی و اشیاء تزئینی فروخته می‌شدند.
جذابیت بصری اصلی اکوسفر توسط میگوهای ریز قرمز-صورتی، با طول بین ۱/۴ تا ۳/۸ اینچ (یا تقریباً یک سانتی‌متر) فراهم می‌شد. میگو با انرژی در اطراف آکواریوم شنا می‌کرد؛ کف قهوه‌ای باکتری‌ها و جلبک‌های روی شیشه را می‌خورد؛ جلبک‌های سبز رشته‌ای را که یک بالش کروی در آب تشکیل می‌دادند، مصرف می‌کرد؛ و روی تکه‌ای از مرجان نرم می‌نشست.
جذابیت مفهومی اصلی این اشیاء در این واقعیت نهفته بود که آنها سامانه اکولوژیکی بسته بودند که در طول سال‌ها خودکفا بودند. در دمای اتاق و تنها با نور کم، جلبک‌ها اکسیژن تولید کردند که از میگو و باکتری‌ها پشتیبانی می‌کرد. باکتری‌ها فضولات میگوها را تجزیه کردند. محصولات حاصل از تجزیه، مواد مغذی را برای جلبک‌ها و باکتری‌هایی که میگو از آنها تغذیه می‌کرد، فراهم می‌کردند. سازنده اظهار داشت که میگو به‌طور متوسط ۲ تا ۳ سال در زندگی می‌کند، اما مشخص شده است که بیش از ۱۲ سال عمر می‌کند.
یک اسکرابر مغناطیسی کوچک در هر اکوسفر قرار داده شده بود. با عبور دادن یک آهنربای دیگر از روی سطح بیرونی شیشه، مالک می‌توانست اسکرابر را برای تمیز کردن داخل آن دستکاری کند.
این شرکت در اوایل سال ۲۰۲۲ ورشکست شد. در آن زمان، صاحبان اکوسفر که در انجمن‌های آنلاین آکواریوم شرکت می‌کردند، گزارش دادند که میگوها بیش از ۱۵ سال عمر می‌کنند.

## تاریخچه
تحقیقات در مورد اکوسیستم‌های بسته با کتاب «زیست‌کره» نوشته ولادیمیر ورنادسکی در سال ۱۹۲۶ و کنستانتین تسیولکوفسکی در دهه‌های ۱۹۵۰ و ۱۹۶۰ در روسیه آغاز شد و در تأسیسات بسته و مجهز به انسان، یک زیستگاه ۳۱۵ متر مکعبی واقع در مؤسسه بیوفیزیک، کراسنویارسک، سیبری، به اوج خود رسید. فریدا تاب آثار مربوط به سال‌های ۱۹۵۳ تا ۱۹۷۴ را بررسی کرد. یکی دیگر از پیشگامان، کلر فولسوم از دانشگاه واشینگتن در دهه ۱۹۶۰ بود. در ۱۵ ژوئیه ۱۹۸۲، جو هانسون از آزمایشگاه پیش‌رانش جت ناسا در پاسادنا، کالیفرنیا، کارگاهی با عنوان «اکوسیستم‌های بسته» برگزار کرد. در سال ۱۹۸۳، لورن آکر، رئیس شرکت، مجوز فناوری اسپین‌آف ناسا را برای اکوسفر دریافت کرد و در سال ۱۹۸۴ به همراه دنیل هارمونی، اکوسفر را به تولید کامل رساند.

## زیست‌بوم
سازنده گونه هیچ‌یک از اجزای اکوسفر را فاش نکرده است. با این حال، آکواریوم‌داران هاوایی به راحتی جلبک رشته‌ای را به عنوان گونه‌ای از حلزون‌ها را به عنوان حلزون‌های شیپوری رایج مالزیایی و میگو را تشخیص دادند. میگوی روبرا بومی هاوایی است، جایی که این میگو و دیگر میگوهای ریز در برکه‌های آنچیالین زندگی می‌کنند. اینها گودال‌ها یا برکه‌هایی هستند که در نزدیکی سواحل واقع شده‌اند و با سنگ آتشفشانی احاطه شده‌اند. منافذ و حفره‌های گدازه به آب دریا اجازه می‌دهند تا به درون حوضچه‌ها نفوذ کند، جایی که با آب شیرین چشمه‌ها یا باران مخلوط می‌شود. میگوهای آنچیالین به خاطر سازگاری بالایشان شناخته می‌شوند: آنها در استخرهای آب دریا رقیق نشده و برکه‌های لب‌شور زنده می‌مانند؛ آنها دمای آب بالای ۸۵ درجه فارنهایت (نزدیک به ۳۰ درجه سانتیگراد) را تحمل می‌کنند، زمانی که خورشید گرمسیری کم‌عمق‌ترین استخرهای آنچیالین را گرم می‌کند، و همچنین در آب سرد نیز رشد می‌کنند.
قبل از سال ۲۰۰۳، در زمان خرید، اکوسفر حداقل حاوی یک حلزون شیپوری مالزیایی بود. با این حال، این سیستم بدون حلزون‌ها نیز خودکفا است. (کارکرد اصلی حلزون‌ها زیبایی‌شناسی بود، زیرا آنها کف را از روی شیشه پاک می‌کردند) مرجان گورگونیا در اکوسفرز مرده بود و هیچ نقش بیولوژیکی فعالی در سیستم نداشت؛ با این حال، سطح تماس باکتری‌ها و جلبک‌های مفید را افزایش داد و کربنات کلسیم موجود در مرجان به عنوان یک عامل بافر پی‌اچ عمل کرد.

## نگرانی‌ها
نگرانی عمده این است که تنها زیستگاه این میگو در حال کوچک شدن است، به طوری که بیش از ۹۰ درصد از استخرهای آنچیالین هاوایی به دلیل توسعه از بین رفته‌اند و این گونه از میگو نیز همراه با آنها در حال ناپدید شدن است.

## اشیاء و سیستم‌های قابل مقایسه
کیت‌های آکواریومی بسته‌بندی‌شده تجاری، شامل جلبک‌ها، که برای باز یا بسته نگه‌داشتن در نظر گرفته شده‌اند، در هاوایی موجود هستند. مشتری می‌تواند از این‌ها برای ایجاد آکواریومی قابل مقایسه با استفاده کند.
می‌توان میگوی هالوکاریدینا روبرا را از فروشندگان آکواریوم هاوایی خریداری کرد و آکواریوم‌های آب‌بندی شده خانگی را بدون هیچ گونه لوازم خاص دیگری ساخت. شن، ماسه، صدف خرد شده و آب فیلتر شدهٔ حاصل از یک آکواریوم آب شور موفق که به خوبی چرخه‌بندی شده است، به همراه مقدار مساوی آب مقطر یا آب اسمز معکوس، با کمترین میزان آمونیاک قابل دستیابی، مخلوط مناسبی از آب لب شور را فراهم می‌کند. می‌توان مقدار کمی جلبک اسپیرولینای زنده را به عنوان غذا به آبزیان تلقیح کرد. احتمالاً برخی از جلبک‌ها و باکتری‌های فراگیر توسط خود میگوها حمل می‌شوند و به زودی دیواره‌های ظرف را اشغال می‌کنند. این خطر وجود دارد که عوامل بیماری‌زا نیز وارد شوند.
سیستم‌های شیشه‌ای بسته مانند اکوسفر با گذشت زمان تخریب می‌شوند. آنها فقط در مقایسه با سیستم‌هایی که خیلی سریع‌تر تخریب می‌شوند، «خودکفا» هستند.
مزیت آکواریومی که با درب بسته شده است (به جای یک درپوش دائمی که در پایه اکوسفر یافت شد) این است که اگر سیستم از تعادل خارج شود، صاحب آن می‌تواند شرایط را اصلاح کرده و از مرگ کامل جلوگیری کند. مداخله برای حفظ کیفیت خوب آب، به تعداد بیشتری از میگوها اجازه می‌دهد تا در سیستم باز نسبت به محیط بسته با کیفیت نسبتاً پایین، زندگی کنند.
سیستم‌های بسته آب شیرین اغلب توسط علاقه‌مندان و به عنوان پروژه‌های تجربی یا نمایش برای کلاس‌های زیست‌شناسی مورد آزمایش قرار می‌گیرند. این‌ها به چیزی بیش از یک شیشه بزرگ با درب محکم، چند فنجان آب دریاچه یا رودخانه و گل یا بستر دیگر از همان منبع آب نیاز ندارند. چنین سیستم‌هایی که در دمای اتاق و در معرض نور خورشید از پنجره نگهداری می‌شوند، حتی پس از گذشت چندین دهه، حاوی موجودات زنده هستند. سطح اولیه تنوع همیشه به شدت کاهش می‌یابد، و گاهی الگوهای جالبی از تغییر جمعیت و انقراض را نشان می‌دهد. موجودات چند سلولی وضعیت خوبی ندارند. در نهایت تعادلی بین میکروارگانیسم‌ها برقرار می‌شود.
جلد دهم مجله میک (مجله) شامل دستورالعمل‌هایی برای ایجاد یک «زیست‌کره» مستقل آب شیرین بود که شامل میگوی آمانو آب شیرین، حلزون‌ها، آمفی‌پودها، استراکدها، پاروپایان ، شاخ‌دزد سفت، عدسک آبی، کف برکه (برای میکروارگانیسم‌ها) و سنگ‌ها یا صدف‌های کوچک (به عنوان بافر) می‌شد.
جو هانسون و کلیر فولسوم در مقاله خود با عنوان «ظهور بوم‌شناسی سیستم بسته مادی»، ایجاد اکوسیستم‌های بسته شبیه به اکوسفر را شرح دادند. ظروف آنها تا نیمه با ۵۰٪ آب پر شده بود که با افزودن «اقیانوس فوری» به شوری ۱۱ قسمت در هزار رسیده بود و بقیه ظرف با هوای اصلاح نشده پر شده بود. آنها از جلبک‌های جمع‌آوری‌شده از استخرهای میگوی هالوکاریدینا روبرا، و ۳ تا ۱۶ میگوی هالوکاریدینا روبرا (و جمعیت‌های میکروبی مرتبط با آنها) استفاده کردند. اندازه ظرف ذکر نشده بود. با این حال، در آزمایش‌های مشابه ۲۰۰۰ میلی‌لیتری، نویسندگان خاطرنشان کردند که اگرچه میزان بقای میگو متفاوت است، اما به‌طور متوسط ۴ میگو در هر ۲۰۰۰ میلی‌لیتر ظرف، زمانی که کربن، گوگرد یا فسفر محدود نشده باشد؛ یا ۱ تا ۸ میگو در هر ۱۰۰۰ میلی‌لیتر در صورت محدود بودن. آنها همچنین خاطرنشان کردند که جمعیت میگو در تمام اکوسیستم‌ها از تعداد اولیه به حالت پایدار در عرض ۶۰ روز کاهش یافته است.

## در رسانه‌ها
اکوسفر توسط کارل ساگان در مقاله‌ای در مجله در سال ۱۹۸۶ با عنوان «جهانی که از طریق پست آمد» بررسی شد. این مقاله به عنوان فصلی در آخرین کتاب ساگان، میلیاردها و میلیاردها، تجدید چاپ شده است.